# آرشالویس مارگاریان
آرشالویس هاکوبی مارگاریان (ارمنی: Արշալույս Հակոբի Մարգարյան؛ انگلیسی: Arshalouys Margaryan زادهٔ ۱۸ آوریل ۱۹۱۴ - درگذشته ۱۶ نوامبر ۲۰۰۸)، شاعر و نویسنده اهل ارمنستان بود.

## زندگی‌نامه
وی در ۱۸ آوریل ۱۹۱۴ در تفلیس به دنیا آمد و از   دانشکده لغت‌شناسی ارمنی دانشگاه دولتی ایروان ۱۹۳۶) فارغ‌التحصیل گشت. عضو اتحادیه نویسندگان اتحاد شوروی بود.  وی در ۱۶ نوامبر ۲۰۰۸ در سن ۹۴ سالگی در ایروان درگذشت.

## یادداشت
1. ↑  հայ բանասիրության ֆակուլտետ